# Rèsaces
Rèsaces (en grec antic Ῥοισάκης) era un militar persa, germà d'Espitridates, sàtrapa de Lídia i de Jònia, amb qui potser hauria compartit el govern, segons diu Diodor de Sicília.
Com a militar havia servit en diverses campanyes sota Artaxerxes III a Fenícia i a Egipte, on el rei el va alabar pel seu "valor i lleialtat" i va servir amb les tropes tebanes, aliades dels perses. Va participar en la batalla del Grànic l'any 334 aC, on va morir a mans d'Alexandre el Gran.
Plutarc descriu així l'escena:
| «                                       | Rèsaces i Espitridates, dos generals perses, se li llancen al damunt alhora [a Alexandre]; ell, evita a un, i clava a Rèsaces, que anava cuirassat, la seva pica, i la trenca; llavors acudeix a l'espasa. mentre els dos xoquen així, Espitridates li acosta el flanc del cavall i, dreçant-se amb promptitud, li descarrega un tal cop amb un coltell bàrbar que li talla la cresta del casc amb una de les ales, i el casc amb prou feines resisteix el cop, de manera que el tall del coltell frega els cabells. Espitridates arbora la seva arma de nou, però Clit Meles el prevé, travessant-lo pel mig amb la seva asta; al mateix temps Rèsaces cau sota un cop d'espasa d'Alexandre | » |
| — Plutarc. Vides paral·leles: Alexandre | |   |

Flavi Arrià diu que Clit va tallar el braç d'Espitridates per evitar l'atac contra Alexandre. Diodor de Sicília li atribueix l'atac a Alexandre, el cop al casc i l'atac que va sofrir de Clit, en contra del que diuen altres fonts.